# Centro-sinistra in Italia

Cerimonia della campanella del primo governo Prodi, 18 maggio 1996: Romano Prodi, leader del centro-sinistra, ottiene la campanella da Lamberto Dini, capo di governo uscente

L'espressione centro-sinistra sta a indicare nella politica italiana le alleanze elettorali e di governo tra i partiti di centro e i partiti di sinistra.

## Storia

### Origini
L'espressione centro-sinistra comparve per la prima volta nella politica italiana nel 1850, in seguito all'operazione del "connubio" operata da Camillo Benso, conte di Cavour nel Parlamento del Regno di Sardegna, che di lì a pochi anni (nel 1861) sarebbe diventato il Parlamento del Regno d'Italia. L'operazione del "connubio" consisteva nel favorire un'alleanza politica fra la parte più progressista della Destra storica, il cosiddetto centro-destra, di cui Cavour stesso era leader, e l'ala più moderata della Sinistra storica, appunto il centro-sinistra, con a capo Urbano Rattazzi.

### LaPrima Repubblicae il centro-sinistra "organico"
Con la nascita della Repubblica Italiana, il centro-sinistra fu in politica una formula di governo che prese corpo a partire dai primi anni sessanta. Essa prevedeva sostanzialmente l'alleanza tra le tradizionali forze di centro e della sinistra moderata (Democrazia Cristiana per l'ambito centrista, Partito Repubblicano Italiano e Partito Socialista Democratico Italiano per l'area più "morbida" del settore progressista) con il Partito Socialista Italiano (collocato più a sinistra rispetto agli altri due partiti laici), sulla base di un programma teso alla realizzazione di riforme che privilegiassero principalmente le classi sociali medio-basse, modernizzassero il Paese e riducessero gli squilibri esistenti al suo interno.
All'inizio degli anni sessanta si registrava una ripresa dei conflitti operai a causa delle sperequazioni fra uomini e donne, fra impiegati e operai. Al tempo stesso, la grande pesantezza degli orari di lavoro trovava poche giustificazioni in un mondo industriale caratterizzato da innovazioni tecnologiche e da razionalizzazioni dei processi produttivi. Mutavano anche i soggetti che partecipavano alle manifestazioni, vi era una sempre più forte presenza degli studenti. Il fenomeno più vistoso di questo periodo fu la fortissima emigrazione interna dalle campagne alle città e dal Sud verso il Nord, per sfuggire alla persistente realtà di sottoccupazione cronica e di miseria.
Negli ultimi anni cinquanta il Partito Socialista Italiano, a seguito della rottura del patto di unità d'azione con il Partito Comunista Italiano, manifestò l'intenzione di dialogare maggiormente con la Democrazia Cristiana per avere una maggiore influenza nei programmi di governo. L'iniziativa, tuttavia, vide la DC inizialmente spaccata tra chi era favorevole al dialogo e chi ne era contrario.
In particolare nel marzo 1960, il democristiano Fernando Tambroni ricevette dal Presidente della Repubblica Giovanni Gronchi l'incarico di formare un governo, successivamente al rifiuto del PSI di astenersi al voto di fiducia. Tambroni ottenne in Parlamento l'appoggio esterno della destra missina, determinante per superare il voto di fiducia.
A luglio, i missini organizzarono il loro Congresso Nazionale a Genova (città di forte tradizione antifascista e medaglia d'oro per la Resistenza). La città rispose con una dura protesta di massa, che ebbe tra i suoi promotori la Camera del Lavoro della CGIL, protesta che da Genova si estese ad altre città d'Italia assumendo le proporzioni di una vera rivolta antifascista. Diverse manifestazioni vennero organizzate dai sindacati e da vari partiti dell'arco costituzionale, primo fra tutti il PCI. Sulla scorta di questi avvenimenti nella DC gli orientamenti cambiarono.

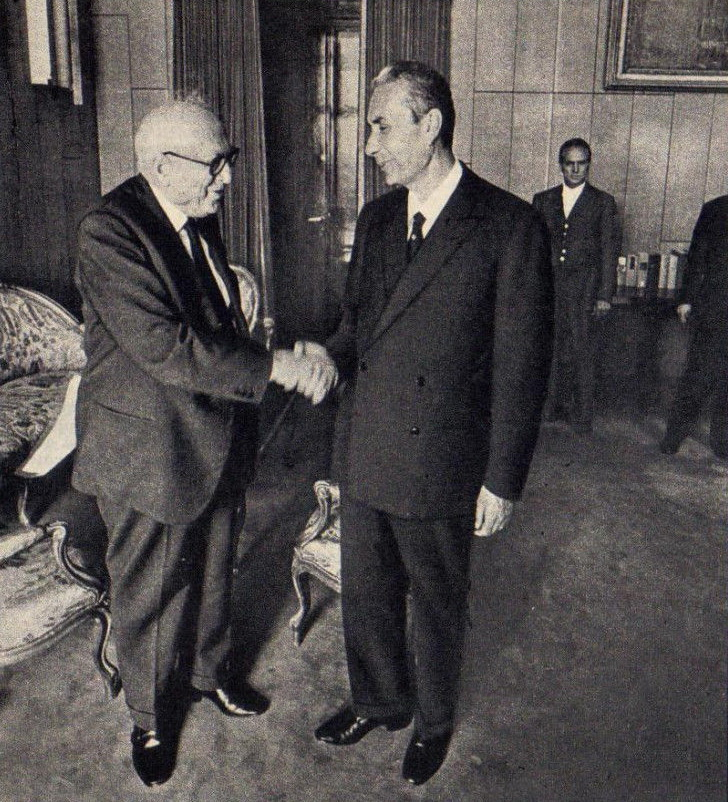
Pietro Nenni, segretario del Partito Socialista Italiano, e Aldo Moro, segretario della Democrazia Cristiana.

Dopo le dimissioni di Tambroni, si insediò un governo monocolore DC presieduto da Amintore Fanfani, che superò il voto di fiducia con il PSI che optò per l'astensione, per la prima volta nella storia repubblicana. Nel 1962 prese corpo un governo ancora presieduto da Fanfani, con la partecipazione attiva del PSDI e del PRI e ancora l'astensione del PSI. Questo governo, pur non essendo propriamente di centro-sinistra, attuò una serie di riforme fra cui l'istituzione della scuola media unificata, la nazionalizzazione delle industrie elettriche con la istituzione dell'Enel e l'istituzione della cedolare d'acconto.
Nel tardo 1963 Aldo Moro compose il primo governo di centro-sinistra con la partecipazione attiva del Partito Socialista Italiano, il cui segretario Pietro Nenni ottenne la vicepresidenza: nacque così il centro-sinistra organico, formato appunto da DC, PSI, PSDI e PRI, che provocò una scissione dell'ala sinistra del Partito socialista, fedele all'idea di unità del movimento operaio e dunque all'alleanza coi comunisti, la quale diede vita al Partito Socialista Italiano di Unità Proletaria (PSIUP). Il centro-sinistra si presentò con un ambizioso programma riformatore, ma la stretta creditizia invocata dal governatore della Banca d'Italia Guido Carli e attuata dal ministro del Tesoro Emilio Colombo restrinsero i margini economici per una politica di riforme e la costruzione di un moderno sistema di welfare. Rilevanti resistenze conservatrici (dal Vaticano ai costruttori, fino al Presidente della Repubblica Antonio Segni) entrarono quindi in campo contro la progettata riforma urbanistica del ministro Fiorentino Sullo, che avrebbe comportato una parziale pubblicizzazione dei suoli. Lo scontro politico che ne derivò all'interno stesso della maggioranza portò alla caduta del governo (giugno 1964), e quindi alle minacce di colpo di Stato (il piano Solo del generale Giovanni De Lorenzo. Ciò indusse Nenni a rinunciare alle richieste più qualificanti nella stesura del programma del nuovo governo. Questo ebbe tra i suoi punti più rilevanti la realizzazione di un progetto di programmazione economica, che tuttavia avrà ben pochi riscontri concreti.
Lo stallo politico creato dalla mancanza di una seria politica di riforme contribuì alla grande ondata di lotte e di proteste del 1968-69, che di fatto mandarono in crisi il centro-sinistra. Quest'ultimo uscì male già dalle elezioni politiche del 1968 e nel 1969 il Partito Socialista Unificato si spaccò in due gruppi che poi rifonderanno rispettivamente il PSI ed il PSDI.

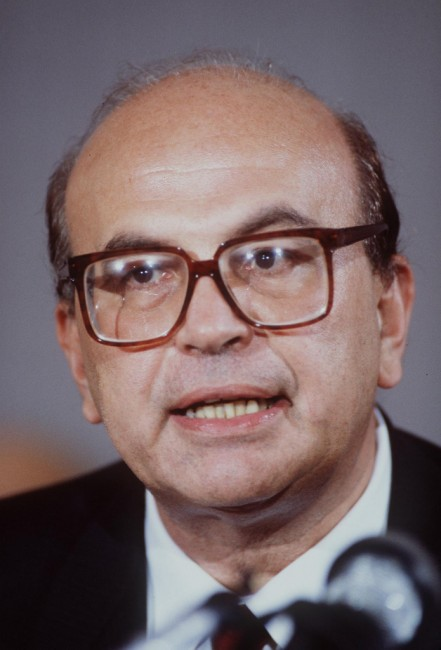
Bettino Craxi, leader dell'ultimo ventennio del PSI

Nel 1970 il centro-sinistra, sempre costituito da DC, PSI, PSDI e PRI, sembrò avere una nuova spinta propulsiva, sotto la guida di Mariano Rumor. Tra le riforme di quegli anni si ricordino l'approvazione della legge sul divorzio (senza il sostegno della DC), dello statuto dei lavoratori, dell'attuazione delle regioni, la costituzione della Commissione Parlamentare Antimafia. Nel 1970 si tennero inoltre le prime elezioni regionali, a seguito delle quali si insediarono giunte di centro-sinistra in tutte le regioni a statuto ordinario, ad eccezione di quelle dove il PCI risultò il più votato (Emilia-Romagna, Toscana, Umbria) e il Veneto.
Alla fine degli anni sessanta, tuttavia, si erano avute forti agitazioni sindacali, il cosiddetto autunno caldo, unite alla forte contestazione studentesca del 1968 e al successivo instaurarsi di fenomeni terroristici di estrema destra ed estrema sinistra. Dall'altra parte, l'avanzata del movimento operaio e in particolare del PCI poneva nei fatti il problema dell'accesso dei comunisti al governo. Così, nel 1976, ebbe inizio l'esperienza dei governi di solidarietà nazionale con il progressivo coinvolgimento del PCI nelle maggioranze parlamentari di centro-sinistra e il cosiddetto compromesso storico. Tra le riforme approvate in questo periodo si ricordino l'approvazione della legge sull'aborto (senza il sostegno della DC), l'istituzione del Servizio sanitario nazionale e l'introduzione dell'equo canone.
Nel 1979, tuttavia, il PCI tolse il sostegno al presidente del Consiglio Giulio Andreotti, sancendo per pochi mesi il ritorno alla formula classica del centro-sinistra, che vide un tentativo di ripresa anche dopo le elezioni politiche con Bettino Craxi presidente incaricato, tentativo che però venne fermato dalla DC.
Nel 1981, la formula classica del centro-sinistra venne estesa anche al Partito Liberale Italiano, dando inizio all'esperienza del Pentapartito (DC, PSI, PSDI, PRI, PLI), coalizione che durò fino al 1991.

### LaSeconda Repubblicae le coalizioni di centro-sinistra

#### L'Ulivo
Con il cambio del sistema politico avvenuto con la cosiddetta Seconda Repubblica, in occasione delle elezioni politiche del 1994 i partiti crearono delle coalizioni per poter vincere nei collegi uninominali della Camera dei deputati e del Senato della Repubblica. Si venne così a delineare una sfida elettorale tra tre aree politiche: il centro-destra (rappresentato dalle coalizioni Polo delle Libertà e Polo del Buon Governo), il centro (Patto per l'Italia) e il centro-sinistra (Alleanza dei Progressisti). A vincere le elezioni del 1994 furono le coalizioni di centro-destra, entrambe guidate dall'imprenditore Silvio Berlusconi, già presidente della Fininvest.
Nel mese di agosto 1994 cominciarono a circolare dichiarazioni e progetti per una coalizione di centro-sinistra guidata dal professor Romano Prodi, già presidente dell'IRI fino al 27 luglio nonché storicamente vicino alla sinistra DC, il quale disse di non escludere la possibilità di impegnarsi attivamente in politica. Le dichiarazioni di Prodi suscitarono reazioni di cauto ottimismo tra i principali interessati dalla costruzione della coalizione: Gianni Mattioli (Verdi) e Cesare Salvi (PDS) invitò a pensare prima al programma politico e poi alle persone, mentre esponenti dell'area sindacale come Pierre Carniti e Sergio D'Antoni invitarono Prodi a non essere rappresentante di una sola area politica.
A partire dal 1995 si creò un'alleanza di partiti di centro, di sinistra e di centro-sinistra chiamata L'Ulivo.
Tale coalizione, guidata da Romano Prodi, vinse le elezioni politiche del 1996. Il governo Prodi I cadde nel 1998 a causa dell'uscita dalla maggioranza di governo del Partito della Rifondazione Comunista di Fausto Bertinotti. Tuttavia, grazie alla scissione del Partito dei Comunisti Italiani di Armando Cossutta e all'apporto di alcuni parlamentari provenienti dal centro-destra, fu trovata una nuova maggioranza che permise al centro-sinistra di continuare a governare l'Italia fino al 2001, con i successivi governi guidati da Massimo D'Alema e Giuliano Amato.
Alle politiche del 2001 l'Ulivo, guidato da Francesco Rutelli, viene sconfitto dalla Casa delle Libertà.

#### L'Unione
Nel 2005, dopo gli anni di opposizione al governo di Silvio Berlusconi, il centro-sinistra costituì un'alleanza più ampia, denominata L'Unione, estesa anche a Rifondazione Comunista e all'Italia dei Valori di Antonio Di Pietro, con il rinnovato intento di coinvolgere la società civile. L'Unione debuttò con le elezioni regionali del 2005, nelle quali conquistò 12 regioni su 14, guadagnandone 5 precedentemente governate dalla Casa delle Libertà. Il centro-sinistra venne sconfitto in Lombardia e Veneto. L'Unione vinse poi le elezioni politiche del 2006 con un margine ristrettissimo, inferiore allo 0,1% dei voti espressi.

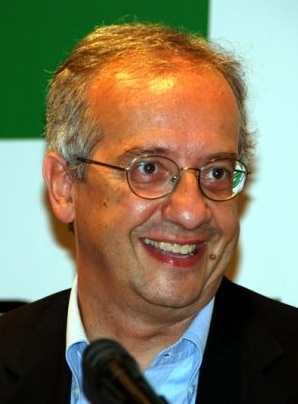
Walter Veltroni, primo segretario del Partito Democratico

#### La nascita del Partito Democratico e le elezioni politiche del 2008
L'unificazione di buona parte del centro-sinistra italiano di stampo riformista si concretizza con la nascita del Partito Democratico: la nuova formazione politica vuole essere la prosecuzione dell'esperienza federativa di Uniti nell'Ulivo, che alle Elezioni europee del 2004 aveva unito in un'unica lista Democratici di Sinistra, La Margherita e Socialisti Democratici Italiani.
Alla fine del 2007 si svolse così la prima riunione dell'Assemblea Costituente Nazionale del Partito Democratico a Milano, ma senza lo SDI che (dopo l'esperienza della Rosa nel Pugno insieme ai Radicali Italiani nel 2005) aveva deciso di seguire una strada diversa: nel 2008 nacque così il nuovo Partito Socialista che, nella linea della tradizione del vecchio PSI, cercò di riunire in sé tutte le forze di stampo socialdemocratico non intenzionate a confluire nel Partito Democratico.
All'inizio del 2008 la crisi politica innescata dall'UDEUR di Clemente Mastella sancisce la fine del secondo Governo Prodi. Alle elezioni successive il centro-destra prevale sulla coalizione tra PD e Italia dei Valori, che rifiutano apparentamenti con altre forze di sinistra. Socialisti e comunisti non superano la soglia di sbarramento e, per la prima volta nella storia della Repubblica, non entrano in Parlamento.

#### Italia. Bene Comune

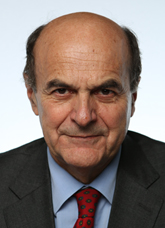
Pier Luigi Bersani, ex segretario del PD e ex leader della coalizione Italia. Bene Comune.

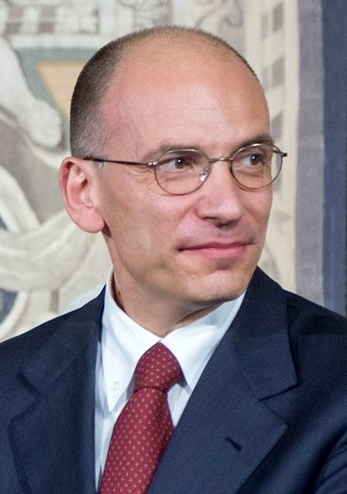
Enrico Letta, Presidente del Consiglio a capo del primo governo di grande coalizione della storia della Repubblica Italiana

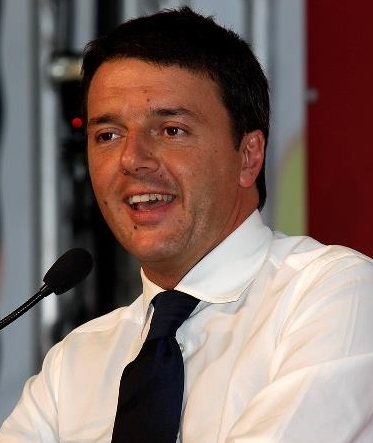
Matteo Renzi, vince le elezioni primarie del Partito Democratico, divenendo il nuovo segretario del partito. A febbraio 2014, diviene il nuovo Presidente del Consiglio succedendo a Enrico Letta.

Dopo l'opposizione al centrodestra la coalizione tra PD e Italia dei Valori si spacca con la nascita del Governo Monti, sostenuto dal PD e non dal partito di Di Pietro. Nel 2012 nasce Italia. Bene Comune che unisce PD, PSI e SEL. La nuova coalizione di centro-sinistra vince di stretta misura le successive elezioni, che hanno consegnato alle aule parlamentari una composizione di eletti che non vede nessuna delle coalizioni ottenere una maggioranza netta in entrambi i rami del Parlamento, determinando un risultato senza precedenti nella storia delle elezioni politiche italiane.
Alla Camera, Italia. Bene Comune ottiene il premio di maggioranza (345 seggi su 630), assegnato grazie a uno scarto di poco più dello 0,30% del totale dei voti rispetto alla coalizione di centro-destra guidata da Silvio Berlusconi, mentre il Partito Democratico è il primo partito per numero di voti. Al Senato invece, nessuna delle coalizioni raggiunge la maggioranza assoluta di 158 seggi, e Italia. Bene Comune, pur avendo ricevuto più voti complessivi rispetto alle altre coalizioni ottiene 123 seggi, mentre al Senato la maggioranza dei seggi è fissata a quota 158. Questo risultato era inatteso, in quanto le prime proiezioni dopo l'inizio dello scrutinio ed i sondaggi pre-elettorali avevano fatto ritenere che Italia. Bene Comune riuscisse ad ottenere la maggioranza in entrambi i rami del Parlamento.
Nei giorni e nelle settimane successive alle elezioni, si creò una situazione perdurante di stallo politico, che si risolse solamente due mesi dopo le elezioni, il 28 aprile, con la formazione del Governo Letta: la carica di Presidente del Consiglio dei ministri, viene affidata da Napolitano ad Enrico Letta, vice segretario del Partito Democratico. Il governo Letta si configura come il primo esecutivo di grande coalizione della storia della Repubblica Italiana, in quanto comprende esponenti di entrambe le principali coalizioni che si contrapponevano prima delle elezioni, e con esso si conclude di fatto la coalizione Italia. Bene Comune, dato che SEL va all'opposizione del nuovo governo. Nel febbraio 2014 Letta viene sostituito alla guida del governo da Matteo Renzi.

#### La scissione dal PD e la nascita di Liberi e Uguali
Dopo il referendum del 2016, nel corso del quale buona parte della sinistra del PD si era schierata per il "No", al contrario della maggioranza del partito schierata per il "Sì", e le dimissioni di Renzi (a cui succede il Governo Gentiloni), l'ex segretario Bersani, assieme ad un consistente gruppo di parlamentari dell'ala sinistra del partito, lascia il Pd e fonda Articolo 1 - Movimento Democratico e Progressista.
Il 3 dicembre il Presidente del Senato Pietro Grasso lancia la lista Liberi e Uguali in vista delle elezioni del 4 marzo 2018 che racchiude formazioni di centro-sinistra e sinistra, tra cui: Possibile guidata da Giuseppe Civati, Articolo 1 guidata da Roberto Speranza e Sinistra Italiana guidata da Nicola Fratoianni.

#### La coalizione di centro-sinistra per le elezioni politiche del 2018
In vista delle elezioni del 4 marzo 2018 si forma una coalizione di centro-sinistra che comprende il Partito Democratico a guida dell'ex Presidente del Consiglio Matteo Renzi, la lista Civica Popolare guidata dal ministro della salute Beatrice Lorenzin, la lista Italia Europa Insieme di ispirazione ulivista guidata da Giulio Santagata e la lista +Europa con l'appoggio di Centro Democratico guidata da Emma Bonino e Bruno Tabacci.
A seguito delle elezioni il PD ottiene 111 seggi alla Camera e 52 al Senato mentre LeU 14 alla Camera e 4 al Senato.
Dopo una crisi istituzionale durata quasi 3 mesi entra in carica il governo Conte, sostenuto da Movimento 5 Stelle e Lega, a cui tutto il centro-sinistra si schiera all’opposizione.
A seguito della rottura tra Movimento 5 Stelle e Lega, che porta alle dimissioni del Presidente del Consiglio Giuseppe Conte, è proprio l'ex segretario del PD Matteo Renzi a chiedere al suo successore Nicola Zingaretti l'avvio delle trattative con i pentastellati per la formazione di un nuovo governo. L'accordo riesce e Giuseppe Conte forma il suo secondo governo, con in coalizione il M5S, il PD e LeU.
Pochi giorni dopo l'ultimazione della squadra di governo con la nomina dei sottosegretari, Matteo Renzi a sorpresa annuncia la scissione col PD per la fondazione di un nuovo partito centrista, Italia Viva, cui aderiscono anche due ministri.
L'accordo con i pentastellati di PD, IV e LeU causa inoltre la fuoriuscita dal PD di Carlo Calenda che decide di trasformare il manifesto di Siamo Europei in Azione. Il nuovo partito progressista dell'ex ministro avvia fin da subito un dialogo con +Europa e PRI, anch'essi contrari all'alleanza con il Movimento 5 Stelle.
A gennaio del 2021 Italia Viva decide di togliere l'appoggio al Governo Conte II, innescando così una crisi di governo; questa porterà, dopo un mese esatto, alla nascita di un governo guidato dall'ex Presidente della Banca centrale europea Mario Draghi, appoggiato dalla quasi totalità dell'arco parlamentare, vista la necessità di un governo di unità nazionale durante la pandemia di COVID-19. Movimento 5 Stelle, Partito Democratico e Articolo Uno sono parte del neo-governo, mentre Sinistra Italiana di Nicola Fratoianni rimane all’opposizione, pur confermando la propria permanenza nella coalizione di centro-sinistra.
Nel frattempo, Giuseppe Conte diventa Presidente del Movimento 5 Stelle e l’ex Presidente del Consiglio Enrico Letta segretario del Partito Democratico. Nei mesi successivi l'asse tra Letta e Conte diventa sempre più solido, portando così anche il Movimento 5 Stelle (nato come movimento trasversale) nel campo del centro-sinistra, come è evidente nelle tornate elettorali successive. L’asse tra PD e M5S porta la fuoriuscita dal campo di Italia Viva, che inizia a dialogare con Coraggio Italia in vista dell'elezione del Presidente della Repubblica. Invece Azione, pur rimanendo nell'ottica di un centro-sinistra progressista, ha criticato duramente il Partito Democratico per questa nuova alleanza con i pentastellati. In seguito all'apertura da parte del PD all'adesione del Movimento 5 Stelle al gruppo dell'Alleanza Progressista dei Socialisti e dei Democratici insieme ad Azione, quest’ultimo esce dal gruppo parlamentare europeo e aderisce a Renew Europe di cui +Europa, membro dell'ALDE, faceva già parte. Azione e +Europa sottoscriveranno successivamente la nascita di una federazione tra i partiti.

#### La coalizione di centro-sinistra per le elezioni politiche del 2022
In seguito alle dimissioni del Governo Draghi il 21 luglio 2022, il Presidente della Repubblica Sergio Mattarella decide di sciogliere anticipatamente le Camere e indice nuove elezioni per il successivo 25 settembre 2022.
La caduta del Governo Draghi, causata in parte dal voto di non fiducia del Movimento 5 Stelle, sancisce la rottura definitiva fra i grillini e il Partito Democratico.
In vista delle elezioni, il Partito Democratico forma una lista unica denominata Partito Democratico - Italia Democratica e Progressista insieme ad Articolo Uno, Partito Socialista Italiano, Democrazia Solidale e Centristi per l'Europa, con a capo lo stesso segretario del PD Enrico Letta. Questa lista forma una coalizione di centro-sinistra che comprende +Europa di Emma Bonino, la lista Impegno Civico, formata da Insieme per il futuro del ministro degli esteri Luigi Di Maio e Centro Democratico di Bruno Tabacci, guidata da Di Maio, e la lista Alleanza Verdi e Sinistra, formata da Europa Verde di Angelo Bonelli e Sinistra Italiana di Nicola Fratoianni, guidata da Bonelli. Inizialmente avrebbe dovuto far parte della coalizione pure Azione di Carlo Calenda, ma, in seguito all’accordo del Partito Democratico con Di Maio e Fratoianni, Calenda decide di abbandonare la coalizione e forma insieme a Italia Viva di Matteo Renzi un “Terzo Polo” centrista. Questo porterà anche alla fine della federazione tra Azione e +Europa.

## Risultati elettorali
Seguono i risultati elettorali delle varie coalizioni di centro-sinistra nelle elezioni politiche dal 1994 in poi.
| Camera dei deputati | Camera dei deputati                    | Camera dei deputati | Camera dei deputati | Camera dei deputati |
| Elezione            | Coalizione                             | Voti                | %                   | Seggi               |
| ------------------- | -------------------------------------- | ------------------- | ------------------- | ------------------- |
| 1994                | Alleanza dei Progressisti              | 13 308 244          | 34,3                | 213 / 630           |
| 1996                | L'Ulivo                                | 16 355 985          | 43,6                | 323 / 630           |
| 2001                | L'Ulivo                                | 16 209 944          | 43,5                | 247 / 630           |
| 2006                | L'Unione                               | 19 036 986          | 49,8                | 348 / 630           |
| 2008                | Coalizione di centro-sinistra del 2008 | 13 689 303          | 37,5                | 239 / 630           |
| 2013                | Italia. Bene Comune                    | 10 047 603          | 29,5                | 345 / 630           |
| 2018                | Coalizione di centro-sinistra del 2018 | 7 506 723           | 22,9                | 122 / 630           |
| 2022                | Coalizione di centro-sinistra del 2022 | 7 337 624           | 26,1                | 85 / 400            |

| Senato della Repubblica | Senato della Repubblica                | Senato della Repubblica | Senato della Repubblica | Senato della Repubblica |
| Elezione                | Coalizione                             | Voti                    | %                       | Seggi                   |
| ----------------------- | -------------------------------------- | ----------------------- | ----------------------- | ----------------------- |
| 1994                    | Alleanza dei Progressisti              | 10 881 320              | 32,9                    | 122 / 315               |
| 1996                    | L'Ulivo                                | 14 548 006              | 44,6                    | 167 / 315               |
| 2001                    | L'Ulivo                                | 13 282 495              | 39,2                    | 128 / 315               |
| 2006                    | L'Unione                               | 17 118 364              | 49,2                    | 158 / 315               |
| 2008                    | Coalizione di centro-sinistra del 2008 | 12 457 182              | 38,7                    | 130 / 315               |
| 2013                    | Italia. Bene Comune                    | 9 686 683               | 31,6                    | 127 / 315               |
| 2018                    | Coalizione di centro-sinistra del 2018 | 6 947 199               | 23,0                    | 58 / 315                |
| 2022                    | Coalizione di centro-sinistra del 2022 | 7 161 688               | 26,0                    | 44 / 200                |

## Simboli

Simbolo di Alleanza dei Progressisti (1994-1995)
Simbolo de L'Ulivo (1995-2007)
Simbolo di Italia. Bene Comune (2012-2013)